# Couffy
Couffy (bis 1998: Couffi) ist eine französische Gemeinde mit 503 Einwohnern (Stand: 1. Januar 2022) im Département Loir-et-Cher in der Region Centre-Val de Loire. Sie gehört zum Arrondissement Romorantin-Lanthenay und zum Kanton Saint-Aignan. 

## Geographie
Couffy liegt etwa 38 Kilometer südsüdöstlich von Blois. Der Cher begrenzt die Gemeinde im Norden, in den hier der Fouzon mündet. Umgeben wird Couffy von den Nachbargemeinden Noyers-sur-Cher im Norden und Nordwesten, Châtillon-sur-Cher im Norden und Nordosten, Meusnes im Osten, Lye im Süden, Châteauvieux im Westen und Südwesten sowie Seigy im Westen. 

## Bevölkerungsentwicklung
| Jahr                       | 1962 | 1968 | 1975 | 1982 | 1990 | 1999 | 2006 | 2018 |
| Einwohner                  | 598  | 548  | 560  | 515  | 559  | 557  | 559  | 488  |
| Quellen: Cassini und INSEE |      |      |      |      |      |      |      |      |

## Sehenswürdigkeiten
- Kirche Saint-Martin aus dem 13. Jahrhundert

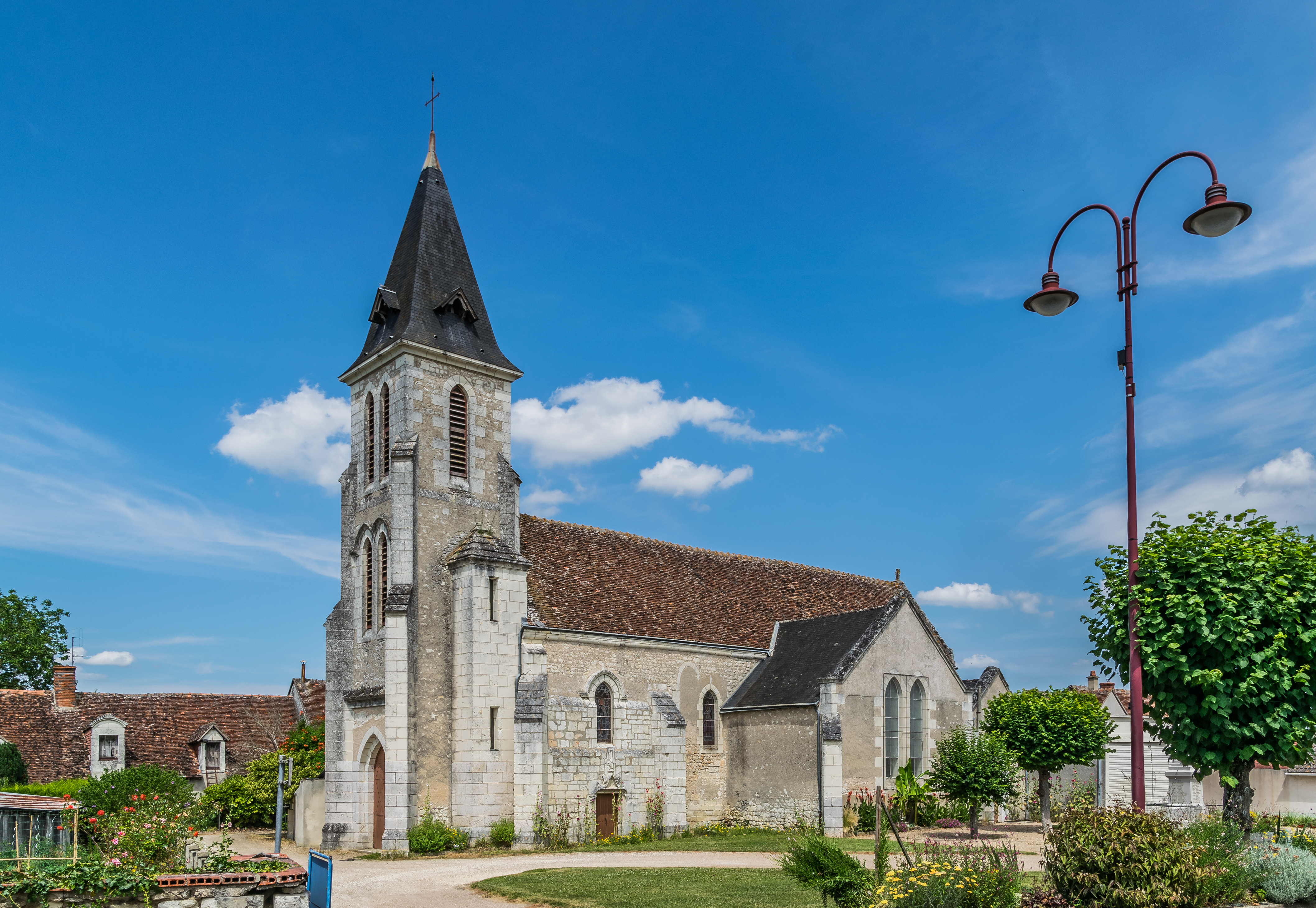
Kirche Saint-Martin

- Herrenhaus